# Un-Break My Heart
"Un-Break My Heart" là một bài hát của nghệ sĩ thu âm người Mỹ Toni Braxton nằm trong album phòng thu thứ hai của cô, Secrets (1996). Nó được phát hành như là đĩa đơn thứ hai trích từ album vào ngày 7 tháng 10 năm 1996 bởi LaFace Records. Bài hát được viết lời bởi Diane Warren, trong khi phần sản xuất được đảm nhận bởi David Foster. Ban đầu, Braxton không muốn thể hiện nó, nhưng sau khi được chủ tịch hãng đĩa L.A. Reid ra sức thuyết phục, cô quyết định thu âm bài hát và đưa vào album. Đây là một bản R&B ballad kết hợp với những yếu tố của pop và soul với nội dung thể hiện nỗi day dứt của một người phụ nữ về mối tình đã qua, trong đó Braxton cầu mong người yêu quay về và sẽ bỏ qua tất cả những lỗi lầm mà anh đã gây ra cho cô.
Sau khi phát hành, "Un-Break My Heart" nhận được những phản ứng tích cực từ các nhà phê bình âm nhạc, trong đó họ đánh giá cao chất giọng của Braxton thể hiện trong bài hát. Nó còn gặt hái nhiều giải thưởng và đề cử tại những lễ trao giải lớn, bao gồm chiến thắng một giải Grammy cho Trình diễn giọng pop nữ xuất sắc nhất tại lễ trao giải thường niên lần thứ 39. "Un-Break My Heart" cũng đạt được những thành công vượt trội về mặt thương mại, đứng đầu các bảng xếp hạng ở Áo, Thụy Điển và Thụy Sĩ, và lọt vào top 10 ở hầu hết những quốc gia nó xuất hiện, bao gồm vuơn đến top 5 ở Bỉ, Canada, Đan Mạch, Phần Lan, Đức, Ireland, Hà Lan, Na Uy, Tây Ban Nha và Vương quốc Anh. Tại Hoa Kỳ, bài hát đạt vị trí số một trên bảng xếp hạng Billboard Hot 100 trong 11 tuần không liên tiếp. Tính đến nay, nó đã bán được hơn 10 triệu bản trên toàn cầu, trở thành một trong những đĩa đơn bán chạy nhất mọi thời đại.
Video ca nhạc cho "Un-Break My Heart" được đạo diễn bởi Bille Woodruff, trong đó Braxton thể hiện sự đau thương trước sự ra đi đột ngột của người yêu, và nhớ lại khoảng thời gian họ bên nhau hạnh phúc. Nó đã nhận được hai đề cử tại giải Video âm nhạc của MTV năm 1997 cho Video xuất sắc nhất của nữ ca sĩ và Video R&B xuất sắc nhất, nhưng không thắng giải nào. Để quảng bá bài hát, Braxton đã trình diễn "Un-Break My Heart" trên nhiều chương trình truyền hình và lễ trao giải lớn, bao gồm Top of the Pops, giải thưởng Âm nhạc Billboard năm 1996 và giải thưởng Âm nhạc Mỹ năm 1997, cũng như trong tất cả những chuyến lưu diễn của cô kể từ khi phát hành. Được ghi nhận là bài hát trứ danh trong sự nghiệp của Braxton, bài hát đã được hát lại bởi một số nghệ sĩ, bao gồm Il Divo và Weezer.

## Danh sách bài hát
| - Đĩa CD tại Hoa Kỳ 1. "Un-Break My Heart" (bản album) – 4:30 2. "Un-Break My Heart" (bản tiếng Tây Ban Nha) – 4:32 - Đĩa CD maxi tại Hoa Kỳ 1. "Un-Break My Heart" (bản album) – 4:30 2. "Un-Break My Heart" (Soul-Hex Anthem Vocal) – 9:36 3. "Un-Break My Heart" (Classic Radio phối) – 4:26 4. "Un-Break My Heart" (bản album không lời) – 4:44 - Đĩa 12" tại Hoa Kỳ A1. "Un-Break My Heart" (Soul-Hex Anthem Vocal) – 9:38 A2. "Un-Break My Heart" (Soul-Hex No Sleep Beats) – 3:56 A3. "Un-Break My Heart" (Acappella) – 3:50 B1. "Un-Break My Heart" (Frankie Knuckles - Franktidrama Club phối) – 8:40 B2. "Un-Break My Heart" (Frankie Knuckles - Classic Radio phối) – 4:26 - Đĩa CD tại châu Âu 1. "Un-Break My Heart" (bản album) – 4:30 2. "You're Makin' Me High" (bản Radio chỉnh sửa) – 4:07 | - Đĩa CD tại Vương quốc Anh 1. "Un-Break My Heart" (bản album) – 4:30 2. "You're Makin' Me High" (Norfside phối lại) – 4:19 3. "How Many Ways" (R. Kelly phối lại) – 5:46 4. "Un-Break My Heart" (bản tiếng Tây Ban Nha) – 4:32 - Đĩa CD maxi tại châu Âu 1. "Un-Break My Heart" (bản album) – 4:30 2. "Un-Break My Heart" (Frankie Knuckles Radio phối) – 4:29 3. "Un-Break My Heart" (Frankie Knuckles Franktidrama phối) – 8:38 4. "Un-Break My Heart" (Soul-Hex Anthem Vocal) – 9:36 5. "Un-Break My Heart" (Soul-Hex No Sleep Beats) – 3:56 - Đĩa CD maxi tại Úc 1. "Un-Break My Heart" (bản album) – 4:30 2. "You're Makin' Me High" (Norfside phối lại) – 4:19 3. "How Many Ways" (R. Kelly phối lại) – 5:46 4. "Un-Break My Heart" (Classic Radio phối) – 4:26 5. "Un-Break My Heart" (Soul-Hex Sleep Beats) – 3:56 |

## Xếp hạng
| Bảng xếp hạng (1996-97)                  | Vị trí cao nhất |
| ---------------------------------------- | --------------- |
| Úc (ARIA)                                | 6               |
| Áo (Ö3 Austria Top 40)                   | 1               |
| Bỉ (Ultratop 50 Flanders)                | 2               |
| Bỉ (Ultratop 50 Wallonia)                | 1               |
| Canada (RPM)                             | 5               |
| Canada Adult Contemporary (RPM)          | 1               |
| Đan Mạch (Tracklisten)                   | 2               |
| Châu Âu (Eurochart Hot 100)              | 1               |
| Phần Lan (Suomen virallinen lista)       | 5               |
| Pháp (SNEP)                              | 8               |
| Đức (Official German Charts)             | 2               |
| Ireland (IRMA)                           | 2               |
| Ý (FIMI)                                 | 7               |
| Hà Lan (Dutch Top 40)                    | 2               |
| Hà Lan (Single Top 100)                  | 2               |
| New Zealand (Recorded Music NZ)          | 18              |
| Na Uy (VG-lista)                         | 2               |
| Romania (Romanian Top 100)               | 1               |
| Scotland (OCC)                           | 5               |
| Tây Ban Nha (AFYVE)                      | 2               |
| Thụy Điển (Sverigetopplistan)            | 1               |
| Thụy Sĩ (Schweizer Hitparade)            | 1               |
| Anh Quốc (OCC)                           | 2               |
| Hoa Kỳ Billboard Hot 100                 | 1               |
| Hoa Kỳ Adult Contemporary (Billboard)    | 1               |
| Hoa Kỳ Adult Pop Airplay (Billboard)     | 4               |
| Hoa Kỳ Dance Club Songs (Billboard)      | 1               |
| Hoa Kỳ Hot R&B/Hip-Hop Songs (Billboard) | 2               |
| Hoa Kỳ Pop Airplay (Billboard)           | 2               |
| Hoa Kỳ Rhythmic (Billboard)              | 1               |

| Bảng xếp hạng        | Vị trí |
| -------------------- | ------ |
| US Billboard Hot 100 | 13     |

| Bảng xếp hạng (1996)                 | Vị trí |
| ------------------------------------ | ------ |
| Australia (ARIA)                     | 95     |
| Europe (European Hot 100 Singles)    | 80     |
| Netherlands (Dutch Top 40)           | 15     |
| Netherlands (Single Top 100)         | 10     |
| Sweden (Sverigetopplistan)           | 9      |
| UK Singles (Official Charts Company) | 13     |
| US Billboard Hot 100                 | 81     |
| US Hot R&B/Hip-Hop Songs (Billboard) | 87     |
| Bảng xếp hạng (1997)                 | Vị trí |
| Australia (ARIA)                     | 34     |
| Austria (Ö3 Austria Top 40)          | 6      |
| Belgium (Ultratop 50 Flanders)       | 13     |
| Belgium (Ultratop 50 Wallonia)       | 8      |
| Canada (RPM)                         | 32     |
| Canada Adult Contemporary (RPM)      | 2      |
| Denmark (Tracklisten)                | 13     |
| Europe (European Hot 100 Singles)    | 6      |
| Finland (Suomen virallinen lista)    | 37     |
| France (SNEP)                        | 29     |
| Germany (Official German Charts)     | 13     |
| Italy (FIMI)                         | 45     |
| Netherlands (Dutch Top 40)           | 110    |
| Norway Spring Period (VG-lista)      | 19     |
| Norway Winter Period (VG-lista)      | 2      |
| Romania (Romanian Top 100)           | 5      |
| Sweden (Sverigetopplistan)           | 17     |
| Switzerland (Schweizer Hitparade)    | 7      |
| UK Singles (Official Charts Company) | 68     |
| US Billboard Hot 100                 | 4      |
| US Adult Contemporary (Billboard)    | 1      |
| US Adult Top 40 (Billboard)          | 21     |
| US Hot Dance Club Songs (Billboard)  | 1      |
| US Hot R&B/Hip-Hop Songs (Billboard) | 18     |

| Bảng xếp hạng (1990–1999)            | Vị trí |
| ------------------------------------ | ------ |
| Netherlands (Dutch Top 40)           | 61     |
| UK Singles (Official Charts Company) | 52     |
| US Billboard Hot 100                 | 4      |

## Chứng nhận
| Quốc gia                                                                           | Chứng nhận  | Số đơn vị/doanh số chứng nhận |
| ---------------------------------------------------------------------------------- | ----------- | ----------------------------- |
| Úc (ARIA)                                                                          | Bạch kim    | 70.000^                       |
| Áo (IFPI Áo)                                                                       | Vàng        | 25.000*                       |
| Bỉ (BEA)                                                                           | Bạch kim    | 0*                            |
| Pháp (SNEP)                                                                        | Vàng        | 250.000*                      |
| Đức (BVMI)                                                                         | Bạch kim    | 0^                            |
| Hà Lan (NVPI)                                                                      | Bạch kim    | 75.000^                       |
| New Zealand (RMNZ)                                                                 | Vàng        | 5,000*                        |
| Na Uy (IFPI)                                                                       | 2× Bạch kim | 20.000*                       |
| Thụy Điển (GLF)                                                                    | Bạch kim    | 30.000^                       |
| Thụy Sĩ (IFPI)                                                                     | Vàng        | 25.000^                       |
| Anh Quốc (BPI)                                                                     | Bạch kim    | 600.000^                      |
| Hoa Kỳ (RIAA)                                                                      | Bạch kim    | 2,400,000                     |
| * Chứng nhận dựa theo doanh số tiêu thụ. ^ Chứng nhận dựa theo doanh số nhập hàng. |             |                               |

## Lịch sử phát hành
| Nước    | Ngày                 | Định dạng | Nhãn           |
| ------- | -------------------- | --------- | -------------- |
| Châu Âu | 7 tháng 10 năm 1996  | CD        | LaFace Records |
| Châu Âu | 7 tháng 10 năm 1996  | Maxi      | LaFace Records |
| Hoa Kỳ  | 11 tháng 11 năm 1996 | Remix EP  | LaFace Records |

## Phiên bản tại Việt Nam
Năm 1997, ca sĩ Thu Phương của Việt Nam đã ra mắt đĩa đơn đầu tay của cô bằng phiên bản song ngữ Anh-Việt của ca khúc này. Bài hát được sản xuất bởi nhạc sĩ Nguyễn Hà và được nhạc sĩ Đỗ Quang viết lời Việt. Đĩa đơn cũng trở thành đĩa đơn đầu tiên của một ca sĩ Việt Nam được thực hiện theo tiêu chuẩn MTV Châu Á. Nó cũng được Quỹ Văn Hóa & Đài truyền hình Việt Nam chứng nhận là Đĩa hát Vàng năm 1997 khi tiêu thụ được 20.000 bản.

### Danh sách bài hát
- Un-Break My Heart - 4: 07
- You (track bổ sung) - 4: 43

### Chứng nhận
| Quốc gia | Chứng nhận (Theo doanh số) |
| -------- | -------------------------- |
| Việt Nam | Vàng (20.000)              |